# Alexander Kolisko
Alexander Kolisko (Vienna, 6 novembre 1857 – Vienna, 23 febbraio 1919) è stato un patologo austriaco.

## Biografia
Padre dell'antroposofista Eugen Kolisko (1893-1939). Nel 1881 Kolisko guadagnò il dottorato in medicina presso l'Università di Vienna, successivamente lavorò come assistente di Hans Kundrat (1845-1893) presso l'istituto di anatomia patologica dell'università. Più tardi, fu prosettore del Leopoldstädter Kinderspital di Vienna. Nel 1898 successe a Eduard von Hofmann (1837-1897) come professore di medicina forense e nel 1916 fu successore di Anton Weichselbaum (1845-1920) come professore di anatomia patologica presso l'Università di Vienna.
Kolisko è meglio ricordato per il suo lavoro svolto in patologia forense. Inoltre, condusse studi estesi che coinvolsero gli effetti dell'avvelenamento, a base di monossido di carbonio, nel cervello e con l'ostretico Carl Breus (1852-1914) sviluppò un sistema di classificazione per i disturbi pelvici.

## Opere principali
- Schemata zum Einzeichnen von Gehirnbefunden, Leipzig and Vienna, Verlag Deuticke, 1895 (con Emil Redlich 1866–1930).
- Beiträge zur Kenntnis der osteo myelitis, Vienna, 1896.
- Die pathologischen Beckenformen, Leipzig, 1904 (con Carl Breus 1852–1914).